# Enrique Fernández (historietista)
Enrique Fernández Peláez, (Hospitalet de Llobregat, Barcelona, 1975) es un historietista, animador e ilustrador español, que firma como Enrique Fernández.

## Biografía
Enrique Fernández Peláez inició los estudios universitarios de Bellas Artes, que no llegó a finalizar.
Atraído por las películas de animación de la época, realizó en 1995 un curso de animación y trabajó en diversas producciones, realizando guiones gráficos para El Cid: La leyenda (2003) y Nocturna (2007).
A partir de 2004 ha dibujado varias obras para el mercado francés, como Libertadores (2004), Le Magicien d'Oz (El Mago de Oz) (2005-2006), una adaptación de la obra homónima de L. Frank Baum realizada con guiones de David Chauvel, y La Mère des Victoires (2008).
En 2009, publicó 'L`île sans sourire (La isla sin sonrisa). Por esta historieta fantástica, en la que reflexiona sobre  el aislamiento y la esperanza y que tiene como referente la obra de Hayao Miyazaki, en su edición franco-belga fue galardonado en 2010 con el «Prix ActuaBD/Conseil Général des Jeunes de Charente» del Festival Internacional del Cómic de Angulema, una nominación en la categoría de Mejor Dibujo en el Salón Internacional del Cómic de Barcelona de 2010, y en 2011 con uno de los tres galardones shorei o «al estímulo» (categoría de plata) de la 4ª edición del Premio Internacional de Manga, que otorga el Ministerio de Asuntos Exteriores de Japón a mangakas no japoneses.
En 2012, financiada por crowdfunding, realiza con autoedición la obra Brigada. 
De ese mismo año es Aurore (2012). Le siguieron Los cuentos de la era de la cobra (2013) y Nima (2017), por el que obtuvo el Premio al Mejor Colorista en la II Edición de los Premios Carlos Giménez.